# Distribuzione (matematica)
In analisi matematica, le distribuzioni, note anche come funzioni generalizzate, sono oggetti che generalizzano il concetto di funzione. Rivestono grande importanza in diversi settori della fisica e dell'ingegneria, in cui molti problemi non continui conducono in modo naturale a equazioni differenziali le cui soluzioni sono distribuzioni.
Nello spazio delle distribuzioni sono inclusi tutti gli abituali spazi funzionali, dalle funzioni continue a quelle integrabili secondo Lebesgue e non solo. Per esse la definizione di derivata può essere estesa in quella di derivata distribuzionale o debole in modo tale che ogni distribuzione sia derivabile e la sua derivata sia ancora una distribuzione. Questa caratteristica rende l'insieme delle distribuzioni l'ambiente ideale per formulare e studiare le equazioni differenziali alle derivate parziali, in particolare nella formulazione debole dei problemi differenziali classici.
Il fisico Paul Dirac le utilizzò alla fine degli anni venti del '900 per i suoi studi sulla meccanica quantistica, pur non dandone una definizione rigorosa. La definizione matematica delle "funzioni generalizzate" fu successivamente formulata da Sergej L'vovič Sobolev nel 1935. La teoria delle distribuzioni venne poi sviluppata da Laurent Schwartz. La più importante delle funzioni generalizzate, che non sia una funzione ordinaria, è la cosiddetta delta di Dirac.

## Definizione
Per definire il concetto di distribuzione è necessario introdurre lo spazio delle funzioni di test: il suo duale è lo spazio delle distribuzioni.

### Lo spazio delle funzioni di test
Una funzione {\displaystyle \phi \colon U\to \mathbb {R} } è detta avere supporto compatto se esiste un sottoinsieme compatto {\displaystyle K} di {\displaystyle U} tale che {\displaystyle \phi (x)=0} per ogni {\displaystyle x\in U} che non appartiene a {\displaystyle K}. Una funzione di test è una funzione di variabile reale a valori reali liscia, a supporto compatto e definita sullo spazio euclideo. Lo spazio delle funzioni di test è lo spazio vettoriale {\displaystyle D(U)}.
Lo spazio {\displaystyle D(U)} può essere munito di una topologia definendo il limite di una successione di suoi elementi. Una successione {\displaystyle \phi _{k}} converge a {\displaystyle \phi \in D(U)} se sono soddisfatte le seguenti condizioni:
- Esiste un insieme compatto {\displaystyle K\subset U} contenente il supporto di tutte le successioni {\displaystyle \phi _{k}}:

{\displaystyle \bigcup _{k}\operatorname {supp} (\phi _{k})\subset K.}
- Per ogni multi-indice {\displaystyle \alpha }, la successione delle derivate parziali {\displaystyle D^{\alpha }\phi _{k}} converge uniformemente in {\displaystyle K} a {\displaystyle D^{\alpha }\phi .}

Con tale definizione {\displaystyle D(U)} è uno spazio vettoriale topologico localmente convesso e completo che soddisfa la condizione di Heine-Borel.
In particolare, se {\displaystyle U_{i}} è una famiglia numerabile di sottoinsiemi aperti di {\displaystyle U} a chiusura compatta {\displaystyle K_{i}={\bar {U}}_{i}\ } e tali che {\displaystyle U_{j}\subset U_{j+1}}, allora:
{\displaystyle \mathrm {D} (U)=\bigcup _{i}\mathrm {D} _{K_{i}},}
dove {\displaystyle {D}_{K_{i}}} è un insieme di funzioni lisce con supporto contenuto in {\displaystyle K_{i}} (e quindi compatto, in quanto chiuso in un compatto). La topologia su {\displaystyle D(U)} è quindi la topologia finale della famiglia di spazi metrici {\displaystyle {D}_{K_{i}}}.

### Le distribuzioni
Una distribuzione su {\displaystyle U} è un funzionale lineare {\displaystyle S\colon D(U)\to \mathbb {R} } continuo, cioè tale che:
{\displaystyle \lim _{n\to \infty }S(\phi _{n})=S\left(\lim _{n\to \infty }\phi _{n}\right),}
per ogni successione convergente {\displaystyle \phi _{n}\in D(U)}. Lo spazio delle distribuzioni su {\displaystyle U} è denotato con {\displaystyle D'(U)} ed è lo spazio vettoriale duale continuo dello spazio vettoriale topologico {\displaystyle D(U)}.
L'accoppiamento duale tra una distribuzione {\displaystyle S\in D'(U)} ed una funzione di prova {\displaystyle \phi \in D(U)} è spesso denotato dalle parentesi bracket nel seguente modo:
{\displaystyle \mathrm {D} '(U)\times \mathrm {D} (U)\ni (S,\phi )\mapsto \langle S,\phi \rangle \in \mathbb {R} .}
Munito di una topologia debole, lo spazio {\displaystyle D'(U)} è uno spazio vettoriale topologico localmente convesso. In particolare, una successione {\displaystyle S_{k}\in D'(U)} converge alla distribuzione {\displaystyle S} se e solo se:
{\displaystyle \langle S_{k},\phi \rangle \to \langle S,\phi \rangle ,\qquad \forall \phi \in D(U).}
Questo accade se e solo se {\displaystyle S_{k}} converge uniformemente a {\displaystyle S} in ogni sottoinsieme limitato di {\displaystyle D(U)}.

### Funzioni come distribuzioni
Ogni funzione {\displaystyle f\colon U\to \mathbb {R} } localmente integrabile secondo Lebesgue "produce" un funzionale lineare e continuo su {\displaystyle D(U)}, denotato con {\displaystyle T_{f}}, il cui valore sulla funzione di prova {\displaystyle \phi } è dato dall'integrale di Lebesgue:
{\displaystyle \langle T_{f},\phi \rangle =\int _{U}f\phi \,dx.}
Convenzionalmente si identifica con abuso di notazione {\displaystyle T_{f}} con la funzione {\displaystyle f} senza che questo generi ambiguità, sicché l'accoppiamento tra {\displaystyle f} e {\displaystyle \phi } si può scrivere come:
{\displaystyle \langle f,\phi \rangle =\langle T_{f},\phi \rangle .}
Se {\displaystyle f} e {\displaystyle g} sono due funzioni localmente integrabili, inoltre, le distribuzioni ad esse associate {\displaystyle T_{f}} e {\displaystyle T_{g}} coincidono in {\displaystyle D'(U)} se e solo se {\displaystyle f} e {\displaystyle g} sono uguali quasi ovunque.
Le funzioni di prova sono esse stesse localmente integrabili, e dunque definiscono a loro volta delle distribuzioni. Dal momento che sono dense in {\displaystyle D'(U)} rispetto alla topologia in esso definita, per ogni distribuzione {\displaystyle S\in D'(U)} esiste una successione {\displaystyle \phi _{n}\in D(U)} tale che:
{\displaystyle \langle \phi _{n},\phi \rangle \to \langle S,\phi \rangle ,}
per ogni {\displaystyle \phi \in D(U)}.

## Operazioni sulle distribuzioni
Molte delle operazioni definite sulle funzioni lisce a supporto compatto possono essere definite allo stesso modo per le distribuzioni. In generale, se:
{\displaystyle T\colon \mathrm {D} (U)\to \mathrm {D} (U)}
è una funzione lineare di uno spazio vettoriale continua rispetto alla topologia debole, allora è possibile estendere {\displaystyle T} a una funzione:
{\displaystyle T\colon \mathrm {D} '(U)\to \mathrm {D} '(U)}
grazie al passaggio al limite.
Solitamente, tuttavia, si preferisce definire le operazioni sulle distribuzioni attraverso l'applicazione aggiunta: se {\displaystyle T\colon D(U)\to D(U)} è un operatore lineare continuo, l'aggiunto è l'operatore {\displaystyle T^{*}\colon D(U)\to D(U)} tale che:
{\displaystyle \langle T\varphi ,\psi \rangle =\langle \varphi ,T^{*}\psi \rangle ,}
per ogni {\displaystyle \phi ,\psi \in D(U)}. Se tale operatore {\displaystyle T^{*}} esiste ed è continuo, allora l'operatore di partenza {\displaystyle T} può essere esteso alle distribuzioni definendo:
{\displaystyle Tf(\psi )=f(T^{*}\psi ).}

### Complesso coniugato
È possibile anche definire il complesso coniugato di una distribuzione nel modo seguente. Dato {\displaystyle T\colon D(U)\to D(U)}, {\displaystyle T^{*}} è definito da:
{\displaystyle \langle T^{*},\phi \rangle =(\langle T,\phi ^{*}\rangle )^{*}.}
Si possono così definire la parte reale e immaginaria di una distribuzione:
{\displaystyle {\mbox{Re }}T:={\frac {1}{2}}(T+T^{*}),\qquad {\mbox{Im }}T:={\frac {1}{2i}}(T-T^{*}),}
che sono a loro volta distribuzioni. Una distribuzione si dice reale se {\displaystyle T={\mbox{Re}}T}.

### Derivazione
Sia {\displaystyle T\colon D(U)\to D(U)} la derivata parziale di una funzione test {\displaystyle \phi } rispetto alla variabile {\displaystyle x_{k}}:
{\displaystyle T\phi ={\frac {\partial \phi }{\partial x_{k}}}.}
Grazie alla regola di integrazione per parti si dimostra che vale la relazione:
{\displaystyle \langle T\phi ,\psi \rangle =\left\langle {\frac {\partial \phi }{\partial x_{k}}},\psi \right\rangle =-\left\langle \phi ,{\frac {\partial \psi }{\partial x_{k}}}\right\rangle ,\qquad \psi ,\phi \in D(U),}
sicché {\displaystyle T^{*}=-T}, dove l'asterisco denota l'aggiunto. Si tratta di una trasformazione lineare continua da {\displaystyle D(U)} in sé, e segue che se {\displaystyle S\in D'(U)} è una distribuzione allora la sua derivata parziale rispetto alla coordinata {\displaystyle x_{k}} è definita dalla relazione:
{\displaystyle \left\langle {\frac {\partial S}{\partial x_{k}}},\phi \right\rangle =-\left\langle S,{\frac {\partial \phi }{\partial x_{k}}}\right\rangle ,\qquad \forall \phi \in D(U).}
In questo modo è evidente che ogni distribuzione è infinitamente differenziabile, e che le derivata nella direzione {\displaystyle x_{k}} è un operatore lineare su {\displaystyle D'(U)}.
In generale, se {\displaystyle \alpha =(\alpha _{1},\dots ,\alpha _{n})} è un arbitrario multi-indice e {\displaystyle \partial ^{\alpha }} indica la relativa derivata parziale mista, allora la derivata di ordine {\displaystyle \alpha } di una distribuzione {\displaystyle S\in D'(U)} è data da:
{\displaystyle \left\langle \partial ^{\alpha }S,\phi \right\rangle =(-1)^{|\alpha |}\left\langle S,\partial ^{\alpha }\phi \right\rangle ,\qquad \forall \phi \in \mathrm {D} (U)}
ed esplicitamente si ha:
{\displaystyle \int \left\langle \partial ^{\alpha }S,\phi \right\rangle dx=(-1)^{|\alpha |}\int \left\langle S(x),\left[{\frac {\partial ^{|\alpha |}}{\partial x_{1}^{\alpha _{1}}\cdots \partial x_{n}^{\alpha _{n}}}}\phi \right](x)\right\rangle dx.}
L'operazione di derivazione è dunque lineare su {\displaystyle D'(U)}.
La definizione di derivata si può estendere in modo naturale a distribuzioni di più variabili usando come modello l'integrazione per parti di funzioni ordinarie. Si può notare che la definizione di derivata di una distribuzione, a differenza di quanto avviene per le funzioni ordinarie - dove le funzioni derivabili sono una classe relativamente ristretta - è applicabile a qualunque distribuzione senza eccezioni. In particolare, si possono derivare tutte le distribuzioni regolari corrispondenti a funzioni non derivabili. In questo modo le funzioni che non hanno derivata in senso ordinario hanno una distribuzione, generalmente non regolare, come derivata generalizzata.
Un esempio è dato dalla funzione di Heaviside:
{\displaystyle \Theta (x)={\begin{cases}0,&x<0,\\1,&x\geq 0,\end{cases}}}
che, essendo discontinua, non è derivabile nello 0. Tuttavia, applicando la definizione di derivata di una distribuzione, si trova:
{\displaystyle \langle \Theta ',\phi \rangle =-\langle \Theta ,\phi '\rangle =-\int \Theta (t)\phi '(t)dt=-\int _{0}^{\infty }\phi '(t)dt=\phi (0)=\langle \delta ,\phi \rangle ,}
dove {\displaystyle \phi (\infty )=0} perché {\displaystyle \phi } è a supporto compatto. Si conclude che la derivata della funzione gradino è la delta di Dirac.

### Moltiplicazione per una funzione liscia
Data una funzione infinitamente derivabile {\displaystyle m:U\to \mathbb {R} } ed una distribuzione {\displaystyle S} su {\displaystyle U}, il prodotto {\displaystyle mS} è definito da:
{\displaystyle (mS)(\phi )=S(m\phi ),}
per ogni funzione di prova {\displaystyle \phi }. Tale definizione è equivalente alla trasformazione aggiunta:
{\displaystyle T_{m}:\varphi \mapsto m\varphi ,}
con {\displaystyle \phi \in D(U)}. Allora, per ogni funzione di prova {\displaystyle \psi } si ha:
{\displaystyle \langle T_{m}\varphi ,\psi \rangle =\int _{U}m(x)\varphi (x)\psi (x)\,dx=\langle \varphi ,T_{m}\psi \rangle ,}
e dunque {\displaystyle T^{*}m=Tm}, ossia {\displaystyle T_{m}} è autoaggiunta.
La moltiplicazione di una distribuzione {\displaystyle S} per una funzione liscia {\displaystyle m} è quindi definita da:
{\displaystyle mS(\psi )=\langle mS,\psi \rangle =\langle S,m\psi \rangle =S(m\psi ).}
Con la moltiplicazione per una funzione liscia {\displaystyle D'(U)} è un modulo sull'anello {\displaystyle C^{\infty }(D)}. Tale definizione rende possibile definire l'azione di un operatore differenziale {\displaystyle P}, i cui coefficienti sono funzioni lisce, su una distribuzione. Un operatore differenziale agisce su {\displaystyle S\in D'(U)} restituendo un'altra distribuzione data da una sommatoria della forma:
{\displaystyle PS=\sum _{|\alpha |\leq k}p_{\alpha }\partial ^{\alpha }S,}
dove i coefficienti {\displaystyle p_{\alpha }} sono funzioni lisce su {\displaystyle U}.  Se {\displaystyle P} è un operatore differenziale, l'intero più piccolo {\displaystyle k} per cui la precedente espansione vale per ogni distribuzione è detto ordine di {\displaystyle P}. L'aggiunto di {\displaystyle P} è definito da:
{\displaystyle \left\langle \sum _{\alpha }p_{\alpha }\partial ^{\alpha }S,\varphi \right\rangle =\left\langle S,\sum _{\alpha }(-1)^{|\alpha |}\partial ^{\alpha }(p_{\alpha }\varphi )\right\rangle .}

## Distribuzioni temperate
Le distribuzioni sono definite come gli elementi dello spazio duale di uno spazio di funzioni, lo spazio delle funzioni di test. Le forti restrizioni imposte alle funzioni di test nella definizione permettono di fornire agli elementi dello spazio duale le caratteristiche volute. Le distribuzioni temperate sono gli elementi dello spazio duale delle funzioni che decrescono più velocemente dell'inverso di ogni polinomio, quindi è lo spazio delle funzioni a decrescenza rapida all'infinito e infinitamente derivabili, le cui derivate parziali sono ancora a decrescenza rapida. Una funzione {\displaystyle \phi :\mathbb {R} ^{n}\to \mathbb {R} } è quindi nello spazio delle funzioni di test relativo alla classe delle distribuzioni temperate se ogni derivata di {\displaystyle \phi } moltiplicata per una potenza di {\displaystyle |x|} converge a zero per {\displaystyle |x|\to \infty }. 
Vi è una relazione tra la limitatezza del tasso di decrescita delle funzioni dello spazio di Schwartz e la crescita delle distribuzioni temperate: si mostra che una distribuzione temperata può essere sempre vista come il risultato della derivazione di una funzione limitata da un polinomio. Nel momento in cui si vuole avere una classe di distribuzioni che siano limitate e localmente integrabili è quindi necessario estendere lo spazio delle funzioni di test allo spazio {\displaystyle {\mathcal {S}}(\mathbb {R} ^{n})} delle funzioni a decrescenza rapida all'infinito su {\displaystyle \mathbb {R} ^{n}}. Le distribuzioni temperate costituiscono un sottospazio di {\displaystyle D'(\mathbb {R} ^{n})}, e si tratta di una classe di funzionali di notevole importanza dal momento che ogni distribuzione temperata ha una trasformata di Fourier, cosa che non caratterizza ogni distribuzione. Tali funzioni formano uno spazio topologico vettoriale completo la cui metrica è definita da una famiglia di seminorme. Più precisamente, dato:
{\displaystyle p_{\alpha ,\beta }(\varphi )=\sup _{x\in \mathbf {R} ^{n}}|x^{\alpha }D^{\beta }\varphi (x)|,}
per {\displaystyle \alpha } e {\displaystyle \beta } multiindici {\displaystyle \phi } è una funzione di Schwartz se:
{\displaystyle p_{\alpha ,\beta }(\varphi )<\infty .}
La famiglia di seminorme {\displaystyle p_{\alpha ,\beta }} definisce una topologia localmente convessa sullo spazio di Schwartz. Dal momento che le funzioni di Schwartz sono lisce, la famiglia di seminorme costituisce una norma sullo spazio di Schwartz. La trasformata di Fourier, inoltre, trasforma l'operazione di derivazione rispetto a {\displaystyle x^{\alpha }} in moltiplicazione e viceversa: tale simmetria implica che la trasformata di una funzione di Schwartz è ancora una funzione di Schwartz.
Da quanto detto, una distribuzione {\displaystyle F} è definita temperata se e solo se:
{\displaystyle \lim _{m\to \infty }F(\varphi _{m})=0}
e si ha:
{\displaystyle \lim _{m\to \infty }p_{\alpha ,\beta }(\varphi _{m})=0.}
La derivata di una distribuzione temperata è ancora una distribuzione temperata, e questa classe di funzioni generalizza il concetto di funzione limitata localmente integrabile: tutte le distribuzioni a supporto compatto e tutte le funzioni a quadrato integrabili sono distribuzioni temperate.
Inoltre, tutte le funzioni localmente integrabili {\displaystyle f} con una crescita al massimo polinomiale, cioè tali che:
{\displaystyle f(x)=O(|x|^{r}),}
per un dato r, sono distribuzioni temperate, e questo implica che anche le funzioni a p-esima potenza sommabile, con p > 1, lo sono.

### Trasformata di Fourier di una distribuzione
Si considerino le funzioni di prova e le distribuzioni temperate nel campo complesso. La trasformata di Fourier {\displaystyle F} definisce un automorfismo sullo spazio di Schwartz:
{\displaystyle \langle FS,\phi \rangle =\langle S,F\phi \rangle ,}
per ogni funzione di prova {\displaystyle \phi }. {\displaystyle FS} è ancora una distribuzione temperata, e la trasformata è un operatore continuo, lineare e biunivoco dallo spazio delle distribuzioni temperate in sé. La trasformata si relaziona con l'operazione di derivazione nel seguente modo:
{\displaystyle F{\dfrac {dS}{dx}}=ixFS.}
Per quanto riguarda la convoluzione, se {\displaystyle S} è una distribuzione temperata e {\displaystyle \psi } una funzione infinitamente derivabile lentamente crescente su {\displaystyle \mathbb {R} ^{n}}, {\displaystyle S\psi } è ancora una distribuzione e:
{\displaystyle F(S\psi )=FS*F\psi }
è la convoluzione di {\displaystyle FS} e {\displaystyle F\psi }.

## Convoluzione
Sotto determinate ipotesi è possibile definire la convoluzione di una funzione con una distribuzione e la convoluzione tra due distribuzioni.

### Convoluzione di una funzione con una distribuzione
Sia {\displaystyle f\in D(\mathbb {R} ^{n})} una funzione di prova liscia a supporto compatto. La convoluzione di una distribuzione con {\displaystyle f} definisce l'operatore lineare:
{\displaystyle C_{f}:D(\mathbb {R} ^{n})\to D(\mathbb {R} ^{n}),\qquad C_{f}g=f*g.}
La convoluzione di {\displaystyle f} con una distribuzione {\displaystyle S\in D'(\mathbb {R} ^{n})} può essere definita considerando l'aggiunto di {\displaystyle C_{f}} relativo all'accoppiamento duale di {\displaystyle D(\mathbb {R} ^{n})} e {\displaystyle D'(\mathbb {R} ^{n})}. Se {\displaystyle f}, {\displaystyle g} e {\displaystyle \varphi } sono in  {\displaystyle D(\mathbb {R} ^{n})}, allora grazie al teorema di Fubini:
{\displaystyle \langle C_{f}g,\varphi \rangle =\int _{\mathbf {R} ^{n}}\varphi (x)\int _{\mathbf {R} ^{n}}f(x-y)g(y)\,dydx=\langle g,C_{\tilde {f}}\varphi \rangle ,}
dove {\displaystyle \scriptstyle {{\tilde {f}}(x)=f(-x)}}. Estendendo per continuità, la convoluzione di {\displaystyle f} con una distribuzione {\displaystyle S} è data da:
{\displaystyle \langle f*S,\varphi \rangle =\langle S,{\tilde {f}}*\varphi \rangle ,}
per ogni funzione di prova {\displaystyle \varphi \in D(\mathbb {R} ^{n})}.
Si può definire in modo equivalente la convoluzione di una funzione {\displaystyle f} con una distribuzione {\displaystyle S} usando l'operatore di traslazione {\displaystyle \tau _{x}}, definito su una funzione di prova da:
{\displaystyle \tau _{x}\varphi (y)=\varphi (y-x).}
Tale operatore può essere esteso attraverso il suo aggiunto allo spazio delle distribuzioni. La convoluzione di una funzione a supporto compatto con una distribuzione è allora la funzione definita per ogni {\displaystyle x\in \mathbb {R} ^{n}} nel seguente modo:
{\displaystyle (f*S)(x)=\langle S,\tau _{x}{\tilde {f}}\rangle .}
Si dimostra che la convoluzione di una funzione a supporto compatto con una distribuzione è una funzione liscia a supporto compatto ed il teorema di convoluzione di Titchmarsh mostra che:
{\displaystyle \operatorname {ch} (f*S)=\operatorname {ch} f+\operatorname {ch} S,}
dove {\displaystyle \operatorname {ch} } denota l'inviluppo convesso.

### Convoluzione di due distribuzioni
Date due distribuzioni {\displaystyle S} e {\displaystyle T} su {\displaystyle \mathbb {R} ^{n}}, con {\displaystyle T} a supporto compatto, è possibile definire la loro convoluzione {\displaystyle S*T} estendendo il concetto di convoluzione ad operazione lineare sulle distribuzioni, in modo che la formula associativa:
{\displaystyle S*(T*\varphi )=(S*T)*\varphi }
continui a valere per tutte le funzioni di prova {\displaystyle \varphi }, e tale estensione è unica. Per caratterizzare esplicitamente la convoluzione di due distribuzioni, per ogni funzioni di prova {\displaystyle \varphi \in D(R^{n})} si consideri la funzione:
{\displaystyle \psi (x)=\langle T,\tau _{-x}\varphi \rangle .}
Tale funzione è liscia in {\displaystyle x} ed è a supporto compatto. La convoluzione {\displaystyle S*T} è allora definita da:
{\displaystyle \langle S*T,\varphi \rangle =\langle S,\psi \rangle .}
Questo generalizza la nozione di convoluzione di funzioni e si relaziona con l'operazione di derivazione nel seguente modo:
{\displaystyle \partial ^{\alpha }(S*T)=(\partial ^{\alpha }S)*T=S*(\partial ^{\alpha }T).}
Tale definizione rimane valida anche per assunzioni meno restrittive su {\displaystyle S} e {\displaystyle T}.

## Applicazioni
Un'applicazione delle distribuzioni si ha nel calcolo delle probabilità, come illustrato dal seguente esempio. Si supponga di voler studiare i tempi di attesa dei veicoli a un semaforo stradale. C'è una probabilità {\displaystyle P_{0}} non nulla che un veicolo trovi il semaforo verde, e quindi non debba attendere. Per ogni numero positivo di secondi {\displaystyle t} c'è una probabilità che un veicolo debba attendere meno di {\displaystyle t} secondi. Tale funzione è crescente. Pertanto la distribuzione cumulativa di probabilità risultante avrà il seguente andamento: per {\displaystyle t<0}, vale zero; per {\displaystyle t=0}, vale {\displaystyle P_{0}} , compreso tra zero e uno; per {\displaystyle t>0}, ha valori crescenti con continuità da {\displaystyle P_{0}} a uno. Tale funzione è derivabile per {\displaystyle t\neq 0}, ma ha una discontinuità intorno a zero. Pertanto, non si tratta né di una distribuzione di probabilità continua, né di una distribuzione di probabilità discreta, bensì di una mista. Con le funzioni ordinarie, l'unico modo di trattarla, è attenersi alla cumulativa. Grazie alle funzioni generalizzate, invece, qualunque cumulativa è derivabile, e quindi si può ottenere una funzione generalizzata di densità di probabilità.
Pertanto, l'uso delle funzioni generalizzate permette di descrivere con un solo formalismo sia le densità di probabilità discrete, che le densità di probabilità continue, nonché le densità di probabilità miste.
Un'altra motivazione per l'uso delle funzioni generalizzate si ha, in fisica e ingegneria, nello studio di fenomeni impulsivi. Ad esempio, in un lampo di luce si può voler tener conto dell'energia luminosa emessa, pur considerando nulla la durata del lampo, e quindi infinita la luminosità istantanea. Nell'urto di due palle da biliardo, si può voler tener conto della quantità di moto delle palle prima e dopo l'urto, pur considerando nulla la durata dell'urto, e quindi infinite le accelerazioni. Nello studio dell'elettromagnetismo e delle sue applicazioni tecniche, ci sono numerosi casi di fenomeni impulsivi, come la scarica elettrostatica e la commutazione di circuiti.